# 密米爾

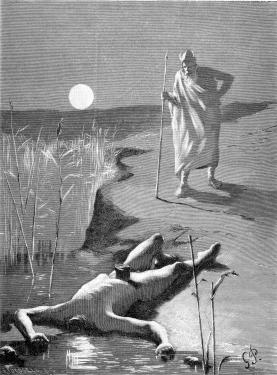
一幅十九世紀的作品，描繪奧丁正在找尋身首異處的密米爾的遺體

密米爾（Mímir）（或弥米尔）是北歐神話中的智慧巨人，亦是北歐的始祖神祇之一，由巨人之祖尤彌爾所生。密米爾是智慧之泉泉水的主人，象徵著知識與智慧。祂與奧丁曾有多次的邂逅。

## 詩體埃達

### 詩篇〈女巫的預言〉及「Sigrdrífumál」
在《埃達經》中的詩篇〈女巫的預言〉及〈Sigrdrífumál〉中，都曾經記載過關於密米爾的故事。密米爾在〈女巫的預言〉的兩節詩文裡出現，分別是第28節及第46節。第28節記述北歐諸神之神奧丁為了要獲得知識及智慧，於是向守護智慧之泉的巨人密米爾換取智慧泉水，最終以犧牲一隻眼睛的條件之下，成功取得智慧的故事。詩中更記載「密米爾每天早上，都享用奧丁作為賭注而留下的蜂蜜酒」。第46節詩篇則記載：當時作為和平人質的密米爾及海尼爾正身處於華納海姆，密米爾被華納神族處以斬首之刑。在諸神的黃昏時，海姆達爾吹響了加拉爾號角，表示阿薩神族與華納神族的和平協議終結，雙方正式開戰。而密米爾的「兒子們」則在這危急之時玩樂著（不過沒有進一步資料紀錄密米爾的兒子們有沒有在歷劫後生還）。《渥爾娃》（Völva，即《女巫的預言》）則提及奧丁曾與密米爾的頭顱交談，商議解決問題的方法。
另外，詩篇〈Sigrdrífumál〉中亦曾提及密米爾被斬下的頭顱依然留在奧丁的身邊，更跟奧丁作出對話。

### 古詩Fjölsvinnsmál
在北歐古詩〈Fjölsvinnsmál〉中稱世界之樹為（古諾爾斯語），即「密米爾之樹」的意思。

## 散文埃達
《散文埃達》的首篇〈欺騙古魯菲〉（Gylfaginning）第十五章中敘述，密米爾作為智慧之泉的主人，祂每天都以加拉爾號角（與海姆達爾的警示號角同名，但並不是同一支號角）為器皿，飲用智慧泉水以獲得無上智慧。故事中更詳細描述智慧之泉的位置，是位於世界之樹三段樹根中的其中一段樹根旁邊。
第五十一章敘述：

「當那些事件發生的時候，海姆達爾站起來並使盡力氣吹奏加拉爾號角。祂的告示喚醒眾神的警戒。此時奧丁乘馬前往密米爾之泉，正要尋找密米爾與及祂的隨從進行商討。當時世界之樹都震動起來，不管是天上還是大地，所有東西都陷入恐慌之中。」

## 《挪威王列傳》
《挪威王列傳 (Heimskringla)》的〈伊林格傳奇 (Ynglinga Saga)〉裡記載，阿薩神族與華納神族曾達成和平協議，而密米爾和海尼爾則作為人質前往華納海姆。海尼爾儀表堂堂，深具威嚴，讓華納神族願意接受其成為和平人質；然而其實海尼爾反應遲鈍，在華納海姆的所有應對都出是由密米爾所代答，而當密米爾不在時，海尼爾就只能支吾以對，出醜人前。華納神族發覺受騙，怒斬密米爾，並將其首級送回給奧丁。奧丁為了保存密米爾的無上智慧，施法令密米爾的頭顱保持生命力：

「奧丁把頭顱拿起，塗以香草，讓頭顱不會腐爛，然後向其唸誦咒文。祂透過這個方法賜予它（指密米爾）力量，讓它能跟自己對話，並從此發現許多奇聞秘事。」

## 相關項目
- 奧丁
- 密米爾之泉

## 大眾文化中
- 电子遊戲《战神》《战神：诸神黄昏》中扮演重要角色。
- 电子遊戲《刺客信条：英灵殿》中的次要角色。
- 聖鬪士星矢：北歐篇中，聖域阿斯格特的瑤光星神鬪士。

## 備註
1. ↑  Larrington、Carolyne等譯：《The Poetic Edda》頁7，Oxford World's Classics，1999年。ISBN 0-19-283946-2
2. ↑  Larrington、Carolyne等譯：《The Poetic Edda》頁265，Oxford World's Classics，1999年。ISBN 0-19-283946-2
3. ↑   Byock、Jesse等譯：《The Prose Edda》頁6，Penguin Classics，2006年。ISBN 0-14-044755-5
4. ↑  Sturluson、Snorri（Samuel Laing譯）：《Heimskringla》的《The Ynglinga Saga》。網上版本：Heimskringla （页面存档备份，存于）